# Яицкий, Николай Антонович
Никола́й Анто́нович Я́ицкий (11 июня 1938, Ямполь, Сталинская область — 11 июля 2025, Санкт-Петербург) — советский и российский врач-хирург, проктолог. Доктор медицинских наук, профессор. Ректор (1988—2008), затем президент Первого ЛМИ (СПбГМУ, ПСПбГМУ) им. акад. И. П. Павлова (с 2008 года).

## Биография
Николай Яицкий родился 11 июня 1938 года в посёлке Ямполь Донецкой области в большой рабочей семье: отец работал кузнецом, мать — домохозяйка, у него были три старшие сестры. Его трудовая жизнь началась рано. До поступления в институт он служил в армии, закончил Киевское военно-медицинское училище.
В 1963 году окончил Донецкий медицинский институт, после чего работал врачом-хирургом. Затем поступил в аспирантуру в Институт онкологии АМН СССР и в 1968 году там же защитил диссертацию на соискание учёной степени кандидата медицинских наук на тему «Флебология таза в диагностике распространенности рака толстой кишки». В 1984 году на основе длительных исследований и большого опыта Николай Яицкий защитил диссертацию на соискание учёной степени доктора медицинских наук на тему «Хирургическая тактика при осложненном клиническом течении рака ободочной кишки».
С 1968 года работал в Первом Ленинградском медицинском институте (ныне — Первый Санкт-Петербургский государственный медицинский университет) им. акад. И. П. Павлова ассистентом, доцентом, профессором, заведующим кафедрой хирургических болезней стоматологического факультета. В 1988—2008 годах — ректор Первого ЛМИ (СПбГМУ) им. акад. И. П. Павлова, с 2008 года — президент СПбГМУ (ПСПбГМУ) им. акад. И. П. Павлова.
Автор ряда монографий и статей по актуальным проблемам диагностики и лечения в хирургии.
Награждён орденом «За заслуги перед Отечеством» IV степени (2008), орденом Почёта (1997), медалью «За заслуги перед отечественным здравоохранением» (2003).
Лауреат Пироговской премии (2017).
Академик Международной академии наук высшей школы с 1995 года, действительный член Петровской Академии наук и искусств. Академик РАМН с 2004 года, академик РАН — с 2013 года.
По сообщениям прессы, в 2013 являлся фигурантом уголовного дела о причинении ущерба государству в размере почти 1,8 млн рублей.
Был женат. Двое детей.
Умер 11 июля 2025 года на 88-м году жизни в Санкт-Петербурге. Похоронен на Северном кладбище.